# 吉田耕作
吉田 耕作（よしだ こうさく、1909年〈明治42年〉2月7日 - 1990年〈平成2年〉6月20日）は、日本の数学者。東京大学・京都大学名誉教授。日本学士院会員。ソビエト連邦科学アカデミー外国人会員。関数解析学・確率論を専門とし、特に半群理論における「ヒレ−吉田の定理」（1948年）で知られる。
日本国内では関数解析学の草分けであり、後進の育成に尽くし、多数の著作がある。日本数学会理事長を計7期務め（1957・59・62・64・65・67・72年度）、これは彌永昌吉に次いで2番目の多さである。

## 生涯
1909年、広島県生まれ。1931年、東京帝国大学理学部卒業。1933年、大阪帝国大学理学部数学科助手。1939年、理学博士（大阪帝国大学）。学位論文の題は「距離つけられたる完備なる環に横たわる群について」。
1942年、名古屋帝国大学理学部数学科教授。1953年、大阪大学理学部数学科教授。1954年、アムステルダムで開催された国際数学者会議で全体講演。1955年、東京大学理学部数学科教授。1967年5月23日、日本学士院恩賜賞受賞（「近代解析の研究」）。1969年3月、東京大学定年退官。1971年12月13日、日本学士院会員。1969年、京都大学数理解析研究所長（1972年迄）。のち学習院大学教授。
1990年6月20日、死去。

## 著書
- 『線型作用素』岩波書店〈現代数学叢書〉、1943年。
  - 『線型作用素』（再版）岩波書店〈現代数学叢書〉、1947年。
- 『スペクトル解析』共立出版〈近代数学全書〉、1947年。
- 『エルゴード諸定理』中文館書店〈確率統計叢書〉、1948年。
- 『物理数学概論』日本評論社、1949年。
- 『積分方程式論』岩波書店〈岩波全書 第117〉、1950年。
  - 『積分方程式論』（第2版）岩波書店〈岩波全書〉、1978年2月。
- 『位相解析 第1』岩波書店〈現代数学 第8〉、1951年。
- 『ヒルベルト空間論』共立出版〈共立全書 第49〉、1953年。
  - 『ヒルベルト空間論』（復刊）共立出版、2002年6月。ISBN 4-320-01703-X。
- 『微分方程式の解法』岩波書店〈岩波全書〉、1954年。
  - 『微分方程式の解法』（第2版）岩波書店〈岩波全書 189〉、1978年2月。ISBN 4-00-021554-X。
- 『物理数学概論』産業図書〈数理解析とその周辺 5〉、1974年。
- 『近代解析』共立出版株式会社、1965年。
- 『測度と積分』岩波書店〈岩波講座 基礎数学〉、1976年。
- 『私の微分積分法　解析入門』講談社、1981年3月。
- 『演算子法　一つの超函数論』東京大学出版会〈UP応用数学選書 5〉、1982年2月。ISBN 978-4-13-064065-7。
- Kosaku Yosida (1984). Operational Calculus - A Theory of Hyperfunctions. Applied Mathematical Sciences, Vol. 55. Springer. ISBN 978-0-387-96047-0
- Kosaku Yosida (April 1996). Functional Analysis. Classics in Mathematics (ペーパーバック ed.). Springer. ISBN 978-3-540-58654-8
- 『超函数論』（復刊）共立出版、2009年10月。ISBN 978-4-320-01899-0。

### 論文集
- Kosaku Yosida (1992). Kiyosi Ito. ed. Collected papers. Springer-Verlag. ISBN 978-4-431-70111-8

### 共著・編著・共編著
- 吉田耕作など共編 編『応用数学便覧』丸善、1954年。NDLJP:2421681。
  - 吉田耕作など共編 編『応用数学便覧』（2版）丸善、1959年。NDLJP:2421954。
  - 吉田耕作など共編 編『応用数学便覧』（新版）丸善、1967年。NDLJP:2422227。
- 吉田耕作、河田敬義・岩村聯『位相解析の基礎』岩波書店、1960年。ISBN 4-00-005025-7。
- 吉田耕作、加藤敏夫『応用数学　大学演習　第1』裳華房、1961年。
- 吉田耕作、伊藤清三 編『函数解析と微分方程式』岩波書店〈現代数学演習叢書 4〉、1976年。ISBN 4-00-005163-6。
- 藤田宏、吉田耕作『現代解析入門』岩波書店〈岩波基礎数学選書〉、1991年3月。ISBN 4-00-007812-7。

### 翻訳
- T.L.サーティ 編『現代の数学　第1』弥永昌吉・吉田耕作監訳、岩波書店、1965年。NDLJP:1381532。
- T.L.サーティ 編『現代の数学　第2』弥永昌吉・吉田耕作監訳、岩波書店、1966年。NDLJP:1381635。
- T.L.サーティ 編『現代の数学　第3』弥永昌吉・吉田耕作監訳、岩波書店、1968年。NDLJP:2422259。
- E.F.ベッケンバッハ 編『エンジニアのための現代数学』吉田耕作監訳、ダイヤモンド社、1966年。
- ローラン・シュヴァルツ『物理数学の方法』吉田耕作・渡辺二郎訳、岩波書店、1966年。ISBN 4-00-005908-4。
- アンリ・ルベーグ『積分・長さおよび面積』吉田耕作・松原稔訳・解説、共立出版、1969年。ISBN 978-4-320-01156-4。
- ウラジーミル・アーノルド、アベズ『古典力学のエルゴード問題』吉田耕作訳、吉岡書店〈数学叢書 20〉、1972年。ISBN 978-4-8427-0161-5。、POD版。ISBN 978-4-8427-0288-9。

※他に1980年代まで、教育出版発行の算数・数学教科書の著作にも携わっていた。